# Cap Possession (Chili)
Pour les articles homonymes, voir Cap Possession.
Le cap Possession (en espagnol : Cabo Posesión) est un promontoire escarpé situé sur la côte septentrionale du détroit de Magellan, dans la Région de Magallanes et de l'Antarctique chilien, au sud du Chili. Le cap Possession est distant de 20 milles de la pointe Dungeness. 
Le cap délimite la baie Possession, à l'est.